# Бернски университет
Бернският университет (на немски: Universität Bern; на френски: Université de Berne; на латински: Universitas Bernensis) е обществен университет, разположен в столицата на Швейцария Берн. Основан е през 1834 г. Със своите 15 хиляди студенти Бернският университет е сред средноголемите швейцарски университети.

## Разположение
За разлика от други университети Бернският университет не разполага с един-единствен голям кампус в покрайнините или извън града, а последователно спазва принципа на университет в града. Повечето институти и клиники все още се намират на „Länggasse“, университетският квартал продължава по традиция да се разполага в центъра. Университетът е носител на много награди за интелигентното, екологично и устойчиво използване на стари сгради. Например Теологическият факултет и различни институти във Факултета по хуманитарни науки днес се помещават в стара фабрика за шоколадови изделия (на Unitobler), а през 2005 г. някогашната Женска болница е реновирана, за да служи като университетски център за институти на Юридическия факултет и на Департамента по икономиката (Unis). VonRoll, друга бивша фабрична сграда, е ремонтирана, за да стане дом на Факултета по хуманитарни науки и на Департамента за социални науки.

## Рейтинги
Бернският университет трайно стои сред първите 200 университета в света. През 2013 г. QS World University Rankings го поставя на 154-то място. През 2012 г. Shanghai Ranking (ARWU) го поставя в сегмента от 151-во до 200-но място в света. Според Leiden Ranking през 2013 г. университетът е на 177-о място в света и 77-о в Европа.

## Известни личности
Преподаватели
- Емил Теодор Кохер, хирург, носител на Нобелова награда за физиология или медицина (1909)
- Фриц де Кервен, хирург
- Херман Узенер, филолог
- Алберт Айнщайн, физик

Възпитаници
- Карл Барт, теолог
- Валтер Бенямин, философ и литературовед
- Джон льо Каре, писател
- Фридрих Дюренмат, писател
- Вернер Мунцингер, изследовател на Африка
- Жан Циглер, социолог

## Галерия
- Унитоблер[7]
- Институт по история на медицината
- Институт по геология
- Църквата „Св. Павел“ и Департамента по химия и биохимия
- Университетска ботаническа градина
- Вход на Университетската ботаническа градина